# 1995-ös Formula–1 spanyol nagydíj
A spanyol nagydíj volt az 1995-ös Formula–1 világbajnokság negyedik futama.

## Futam
Spanyolországban ismét Schumacher indult az élről, Alesi és Berger előtt. A rajtnál Hill harmadiknak jött fel, míg Coulthard tizediknek esett vissza. Nigel Mansell, miután a rajtnál tizennegyediknek esett vissza, meg is csúszott, majd autója vezethetetlensége miatt kiállt a boxba. Az 1992-es világbajnoknak ez volt az utolsó versenye, Monacóban már Mark Blundell vezette a McLarent.
A Benetton csapat kettő, a Williams csapat pedig háromkiállásos stratégián volt, a kiállások után nem változott közöttük a sorrend. Jean Alesi harcban volt a győzelemért, de motorhiba miatt kiesett, Schumacher ezt követően nagy előnnyel maradt az élen. A verseny végén mindkét Williamsnek váltóhibája akadt, így Herbert második helyen végzett a harmadik Berger előtt. Schumacher győzött (és átvette a vezetést a pontversenyben), így a Benetton 1990 után ismét kettős győzelmet ünnepelt. Hill a negyedik helyen ért célba.
| Helyezés | #  | Versenyző              | Csapat/Motor       | Futott körök | Idő/Kiesés oka    | Rajthely | Pontszám |
| -------- | -- | ---------------------- | ------------------ | ------------ | ----------------- | -------- | -------- |
| 1        | 1  | Michael Schumacher     | Benetton-Renault   | 65           | 1:34:20,507       | 1        | 10       |
| 2        | 2  | Johnny Herbert         | Benetton-Renault   | 65           | +51,988           | 7        | 6        |
| 3        | 28 | Gerhard Berger         | Ferrari            | 65           | +1:05,237         | 3        | 4        |
| 4        | 5  | Damon Hill             | Williams-Renault   | 65           | +2:01,749         | 5        | 3        |
| 5        | 15 | Eddie Irvine           | Jordan-Peugeot     | 64           | +1 kör            | 6        | 2        |
| 6        | 26 | Olivier Panis          | Ligier-Mugen-Honda | 64           | +1 kör            | 15       | 1        |
| 7        | 14 | Rubens Barrichello     | Jordan-Peugeot     | 64           | +1 kör            | 8        |          |
| 8        | 30 | Heinz-Harald Frentzen  | Sauber-Ford        | 64           | +1 kör            | 12       |          |
| 9        | 25 | Martin Brundle         | Ligier-Mugen-Honda | 64           | +1 kör            | 11       |          |
| 10       | 4  | Mika Salo              | Tyrrell-Yamaha     | 64           | +1 kör            | 13       |          |
| 11       | 9  | Gianni Morbidelli      | Footwork-Hart      | 63           | +2 kör            | 14       |          |
| 12       | 12 | Jos Verstappen         | Simtek-Ford        | 63           | +2 kör            | 16       |          |
| 13       | 29 | Karl Wendlinger        | Sauber-Ford        | 63           | +2 kör            | 20       |          |
| 14       | 23 | Pierluigi Martini      | Minardi-Ford       | 62           | +3 kör            | 19       |          |
| 15       | 11 | Domenico Schiattarella | Simtek-Ford        | 61           | +4 kör            | 22       |          |
| Kiesett  | 3  | Katajama Ukjó          | Tyrrell-Yamaha     | 56           | Motorhiba         | 17       |          |
| Kiesett  | 6  | David Coulthard        | Williams-Renault   | 54           | Váltó             | 4        |          |
| Kiesett  | 8  | Mika Häkkinen          | McLaren-Mercedes   | 53           | Üzemanyagrendszer | 9        |          |
| Kiesett  | 10 | Inoue Taki             | Footwork-Hart      | 43           | Erőátvitel        | 18       |          |
| Kiesett  | 16 | Bertrand Gachot        | Pacific-Ilmor      | 43           | Tűz               | 24       |          |
| Kiesett  | 22 | Roberto Moreno         | Forti-Ford         | 39           | Túlmelegedés      | 25       |          |
| Kiesett  | 27 | Jean Alesi             | Ferrari            | 25           | Motorhiba         | 2        |          |
| Kiesett  | 24 | Luca Badoer            | Minardi-Ford       | 21           | Váltó             | 21       |          |
| Kiesett  | 7  | Nigel Mansell          | McLaren-Mercedes   | 18           | Meghajtás         | 10       |          |
| Kiesett  | 21 | Pedro Diniz            | Forti-Ford         | 17           | Váltó             | 26       |          |
| NI       | 17 | Andrea Montermini      | Pacific-Ilmor      | 0            | Nem rajtolt       | 23       |          |

## A világbajnokság élmezőnyének állása a verseny után
| H  | Versenyzők         | Pont | H  | Konstruktőrök    | Pont |
| -- | ------------------ | ---- | -- | ---------------- | ---- |
| 1. | Michael Schumacher | 24   | 1. | Ferrari          | 27   |
| 2. | Damon Hill         | 23   | 2. | Williams-Renault | 26   |
| 3. | Jean Alesi         | 14   | 3. | Benetton-Renault | 23   |
| 4. | Gerhard Berger     | 13   | 4. | McLaren-Mercedes | 6    |
| 5. | David Coulthard    | 9    | 5. | Sauber-Ford      | 3    |

- A Benetton-Renault és a Williams-Renault csapatok szabálytalan üzemanyag használata miatt nem kapták meg az brazil nagydíjon a nekik járó pontokat.

## Statisztikák
Vezető helyen:
- Michael Schumacher: 65 (1-65)

Michael Schumacher 12. győzelme, 8. pole-pozíciója, Damon Hill 9. leggyorsabb köre.
- Benetton 17. győzelme.

Nigel Mansell 191., utolsó versenye.